# ارسلان کامکار
ارسلان کامکار (زادهٔ ۲ دی ۱۳۳۹ در سنندج)، نوازندهٔ بربط، ویولن و آهنگساز ایرانی و از اعضای گروه کامکارها است.

## زندگی هنری
ارسلان کامکار در دوم دی‌ماه سال ۱۳۳۹ در سنندج به دنیا آمد. او مقدمات موسیقی را نزد پدرش، حسن کامکار، فراگرفت. او در خردسالی در سنندج با گروه‌های مختلفی که توسط پدرش سرپرستی می‌شد، به اجرای کنسرت می‌پرداخت.
ارسلان کامکار، پس از چندی به تهران سفر کرد و در دانشکده هنرهای زیبای دانشگاه تهران فراگیری موسیقی را ادامه داد. وی پس از تکمیل دروس موسیقی، به عنوان نوازنده ویلن، همکاری‌اش را با ارکستر سمفونیک تهران آغاز کرد. او هم‌اکنون یکی از اعضاء این گروه و مایستر ارکستر سمفونیک تهران است.
هم چنین وی مایستر ارکستر فیلارمونیک کردستان نیز می‌باشد. در سال ۱۳۹۲ مدرک درجه یک هنری به او اعطاء شد.
از شاگردان وی می‌توان به مریم ابراهیم پور ، سینا جهان‌آبادی ،  روزبه بختیاری و  گلریز زربخش   اشاره کرد

## آثار
- به یاد علی اصغر کردستانی
- زردی خزان
- سوئیت سمفونیک افسانه سرزمین پدری‌ام
- سرود ایران
- شوریده دل
- سوئیت سمفونیک کردی
- کنسرتینو کمانچه (با همکاری اردشیر کامکار)
- شباهنگام (با همکاری هوشنگ کامکار روی اشعار نیما یوشیج)
- جاده ابریشم
- موسیقی متن فیلم مادر (به کارگردانی علی حاتمی)
- موسیقی متن فیلم آوازهای سرزمین مادری‌ام (به کارگردانی بهمن قبادی)
- آلبوم خاک
- نغمه خراسانی
- نغمه صلح (تقدیم به شیرین عبادی)
- آلبوم ئه وین
- آلبوم آفتاب می‌شود
- کنسرتو برای عود
- آلبوم هفت گاه معلق